# Stanisław Kasznica (komendant NSZ)

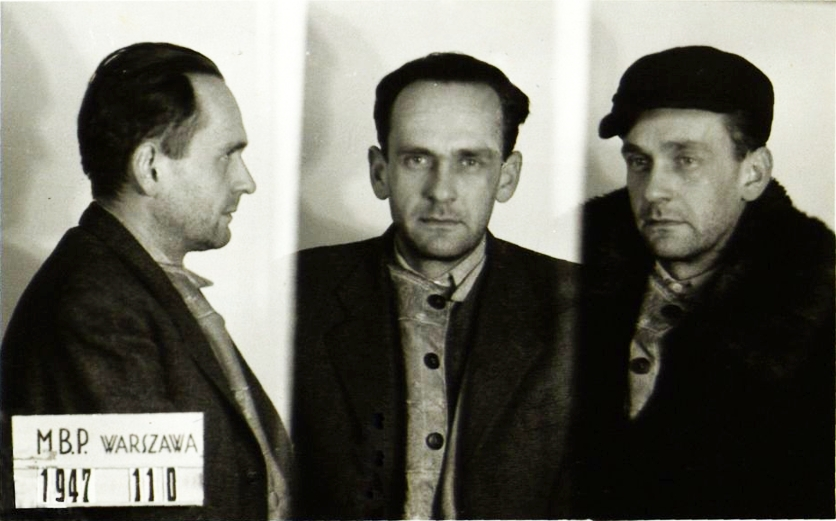
Po aresztowaniu przez MBP

Stanisław Józef Bronisław Kasznica, ps. „Stanisław Wąsacz”, „Wąsowski”, „Przepona”, „Służa”, „Maszkowski”, „Borowski”, „Stanisław Piotrowski” (ur. 25 lipca 1908 we Lwowie, zm. 12 maja 1948 w Warszawie) – polski dowódca wojskowy, porucznik Wojska Polskiego, podpułkownik i ostatni komendant główny tej części Narodowych Sił Zbrojnych, która nie podporządkowała się rozkazowi scalenia z Armią Krajową (NSZ-ZJ); na przełomie lat 1946/1947 podporządkował dowodzoną przez siebie organizację Narodowemu Zjednoczeniu Wojskowemu.

## Życiorys

### Dzieciństwo i młodość
Był synem Stanisława Wincentego Antoniego Kasznicy, profesora i dwukrotnie rektora Uniwersytetu Poznańskiego i Amelii z Malawskich, córki Gustawa, wysokiego urzędnika. Był potomkiem posła Antoniego Trębickiego. Z kolei jego dziadek, Józef, ur. 1834, był profesorem prawa encyklopedycznego i kanonicznego w Szkole Głównej w Warszawie, na UW i Uniwersytecie Jana Kazimierza we Lwowie. Ojciec, Stanisław był oprócz wykładowcy prawa także senatorem II RP. Wcześniej był przez władze carskie więziony na Pawiaku i w Cytadeli Warszawskiej, przez władze austriackie w Zamarstynowie oraz w 1939 przez Niemców w Poznaniu.
Bratem przyrodnim Stanisława Kasznicy był Krzysztof Kasznica.
Do 1912 rodzina mieszkała we Lwowie, następnie do 1918 w Dublanach koło Lwowa, w listopadzie 1918 przeniosła się do Nałęczowa, rok później do Warszawy, gdzie Stanisław Kasznica rozpoczął naukę w Gimnazjum Wojciecha Górskiego w Warszawie. Wiosną 1920 z rodzicami przeniósł się do Poznania, naukę kontynuował w Gimnazjum im. Karola Marcinkowskiego, maturę złożył w 1927. Studia prawnicze ukończył na Uniwersytecie Poznańskim. W okresie studiów działał w korporacji akademickiej „Helonia” oraz był członkiem zarządu Bratniej Pomocy jako kierownik sekcji pożyczkowej i kierownik domów akademickich. Po trzecim roku studiów odbył służbę wojskową we Włodzimierzu Wołyńskim, ukończył Szkołę Podchorążych Rezerwy Artylerii, służył w 7 dak w Wielkopolsce w stopniu porucznika rezerwy. Studia z tytułem magistra prawa ukończył w 1933, we wrześniu aplikował się w kancelarii adwokackiej Weinfelda w Warszawie, w 1935 objął radcostwo prawne w garbarni Rogowskich w Gnieźnie. Przed wybuchem wojny zdał w Poznaniu egzamin adwokacki. Działalność polityczną rozpoczął w Obozie Wielkiej Polski. Od kwietnia 1934 działał w Obozie Narodowo-Radykalnym (ONR-ABC). Był członkiem wewnętrznej tajnej struktury ONR pod nazwą Organizacja Polska.
13 grudnia 1939 zawarł ślub z Reginą Niedźwiałowską, miał córkę Zofię (ur. 1940).

### II wojna światowa
Brał udział w kampanii wrześniowej w 1939 (mobilizacja w sierpniu 1939), służąc jako oficer zwiadowczy, a następnie dowódca I plutonu 2 baterii w 7 dywizjonie artylerii konnej w składzie Wielkopolskiej Brygady Kawalerii pod dowództwem gen. Romana Abrahama. W Armii gen. Tadeusza Kutrzeby walczył w bitwie nad Bzurą, spod Kutna przeszedł do Warszawy, bronił stolicy. Za walki te odznaczony został Krzyżem Srebrnym Orderu Wojennego Virtuti Militari.
Po klęsce działań wojennych nie poszedł do niewoli niemieckiej. Od października 1939 był w konspiracji jednym z czołowych działaczy tzw. Grupy Szańca (wojennej kontynuacji ONR-ABC), jednym ze współzałożycieli Związku Jaszczurczego, wojskowej organizacji zewnętrznej ONR organizując z ramienia ONR-ABC komisariaty cywilne. W Warszawie kierował łącznością Związku Jaszczurczego i Narodowych Sił Zbrojnych, jednocześnie był kierownikiem grupy prawno-administracyjnej i szefostwa administracji.
Po układzie scaleniowym z SN wszedł w lipcu 1943 w skład prezydium Tymczasowej Narodowej Rady Politycznej, będąc jednym z jej ośmiu założycieli. Równolegle pełnił funkcję szefa administracji ogólnej Służby Cywilnej Narodu. Latem 1943 opracował jako kierownik szefostwa administracji SCN regulamin sądów kapturowych dla SCN. Po rozłamie w NSZ w kwietniu 1944 roku na tle umowy scaleniowej z Armią Krajową zdecydował się na służbę w tej części NSZ, która nie podporządkowała się AK (NSZ-ZJ). Od lipca 1944 był zastępcą, a później szefem Oddziału I KG NSZ-ZJ. W pierwszych kilku dniach powstania warszawskiego walczył na Ochocie, skąd z ludnością cywilną wyszedł ze stolicy i wyjechał do Częstochowy. Od sierpnia 1944 był członkiem Rady Politycznej NSZ, szefem oddziału organizacyjnego NSZ-ZJ. We wrześniu 1944 został mianowany komendantem Okręgu VIII Częstochowa NSZ-ZJ. W tym czasie również w środowisku NSZ-ZJ nastąpił rozłam – część działaczy, zgrupowanych w Brygadę Świętokrzyską NSZ, zdecydowała się zawrzeć porozumienie z okupantem niemieckim w celu oczyszczenia terenu z komunistów i politycznych oponentów NSZ-ZJ i Grupy Szańca z organizacji niekomunistycznych, a w chwili wkroczenia Armii Czerwonej do Polski – wycofania zagrożonych eksterminacją żołnierzy na Zachód. Kasznica, prowadząc swą antykomunistyczną działalność, stanowczo sprzeciwiał się jakiejkolwiek współpracy z Niemcami. Po upadku powstania warszawskiego, wraz z komendantem głównym NSZ-ZJ mjr./płk. NSZ Stanisławem Nakoniecznikoff-Klukowskim (zamordowanym przez Brygadę Świętokrzyską w październiku 1944 roku za chęć scalenia ostatnich samodzielnych oddziałów NSZ z AK) zaczął szukać porozumienia z AK w celu wspólnego przeciwstawienia się nowej – tym razem sowieckiej – okupacji. Na przełomie 1944 i 1945 roku został dowódcą Okręgu Poznań poakowskiej organizacji „NIE”, której celem była walka z Armią Czerwoną i marionetkowym reżimem komunistycznym.
W marcu 1945 objął funkcję zastępcy komendanta Inspektoratu Ziem Zachodnich NSZ-ZJ, od kwietnia był p.o. komendanta tego obszaru. Utworzył w jego ramach trzy organizacje konspiracyjne: Armię Polską (o charakterze wywiadowczym), Pokolenie Polski Niepodległej (w środowiskach akademickich Poznania i Gdańska) oraz Legię Akademicką (na Uniwersytecie im. Adama Mickiewicza w Poznaniu). Od marca 1945 był także szefem Oddziału I KG NSZ-ZJ, a w lipcu tego roku został mianowany szefem Rady Inspektorów. Do sierpnia 1945 był dowódcą okręgu poznańskiego NSZ-ZJ.

### Okres powojenny
W sierpniu, po wyjeździe na Zachód komendanta głównego NSZ-ZJ mjr./gen. bryg. NSZ Zygmunta Broniewskiego ps. „Bogucki”, który przyłączył się do Brygady Świętokrzyskiej, został p.o. komendanta głównego NSZ-ZJ. Pełnił tę funkcję do lutego 1947. Od czerwca 1946 sprawował funkcję szefa wywiadu OP, a od końca tego roku był kierownikiem Komitetu Politycznego OP. Na przełomie lat 1946/1947 podporządkował resztki organizacji NSZ-ZJ Komendzie Głównej Narodowego Zjednoczenia Wojskowego, powstałego na bazie struktur Narodowej Organizacji Wojskowej i scalonej z AK części NSZ (tzw. NSZ-AK).
W Poznańskiem i Pomorskiem założył organizację Armia Podziemna (działała od wiosny do jesieni 1945). Ograniczała ona swą działalność do akcji propagandowych i zbierania informacji. Stanisław Kasznica nosił kilka pseudonimów: „Maszkowski”, „Przepona”, „Wąsal”, „Wąsowski”.

### Aresztowanie, proces, stracenie, pochówek
15 lutego (26 lutego) 1947 został aresztowany przez UB. Świadkowie z sąsiednich cel więzienia mokotowskiego wspominają o zadawanych mu okrutnych torturach. Wyrokiem z 2 marca 1948 sygn. Rs. 68/48 Wojskowy Sąd Rejonowy w Warszawie pod przewodnictwem ppłk. Alfreda Janowskiego skazał go w procesie na czterokrotną karę śmierci oraz na cztery kary więzienia, a także na kary dodatkowe – utratę praw publicznych, obywatelskich i honorowych oraz konfiskatę mienia i na zasadzie sumowania wyroków wymierzył mu karę łączną – karę śmierci i ww. kary dodatkowe (jego obrońcą był adwokat Józef Litwin). Wraz z nim skazano jeszcze kilka osób ze ścisłego kierownictwa podziemnych struktur narodowych, a w tym samym procesie Lecha Karola Neymana. Prezydent Bolesław Bierut nie skorzystał z prawa łaski. Wyrok wykonano 12 maja tego roku w więzieniu mokotowskim strzałem w tył głowy. O zamiarze wykonania wyroku rodzina nie została powiadomiona.
Ciała nie wydano rodzinie. Zostało ono skryte, bezimienne, w mundurze Wehrmachtu, wrzucone do zbiorowego dołu i pogrzebane w nieznanym i nieoznakowanym miejscu. Chodziło o to, by prócz uśmiercenia zabić pamięć o ofierze.
14 października 1970 jego teczka osobowa przekazana została, wraz z aktami 1322 skazanych z archiwum więzienia mokotowskiego, do Komendy Wojewódzkiej MO. 30 września 1992 Sąd Warszawskiego Okręgu Wojskowego uznał wyrok byłego WSR w Warszawie za nieważny.

### Upamiętnienie, ekshumacja, identyfikacja

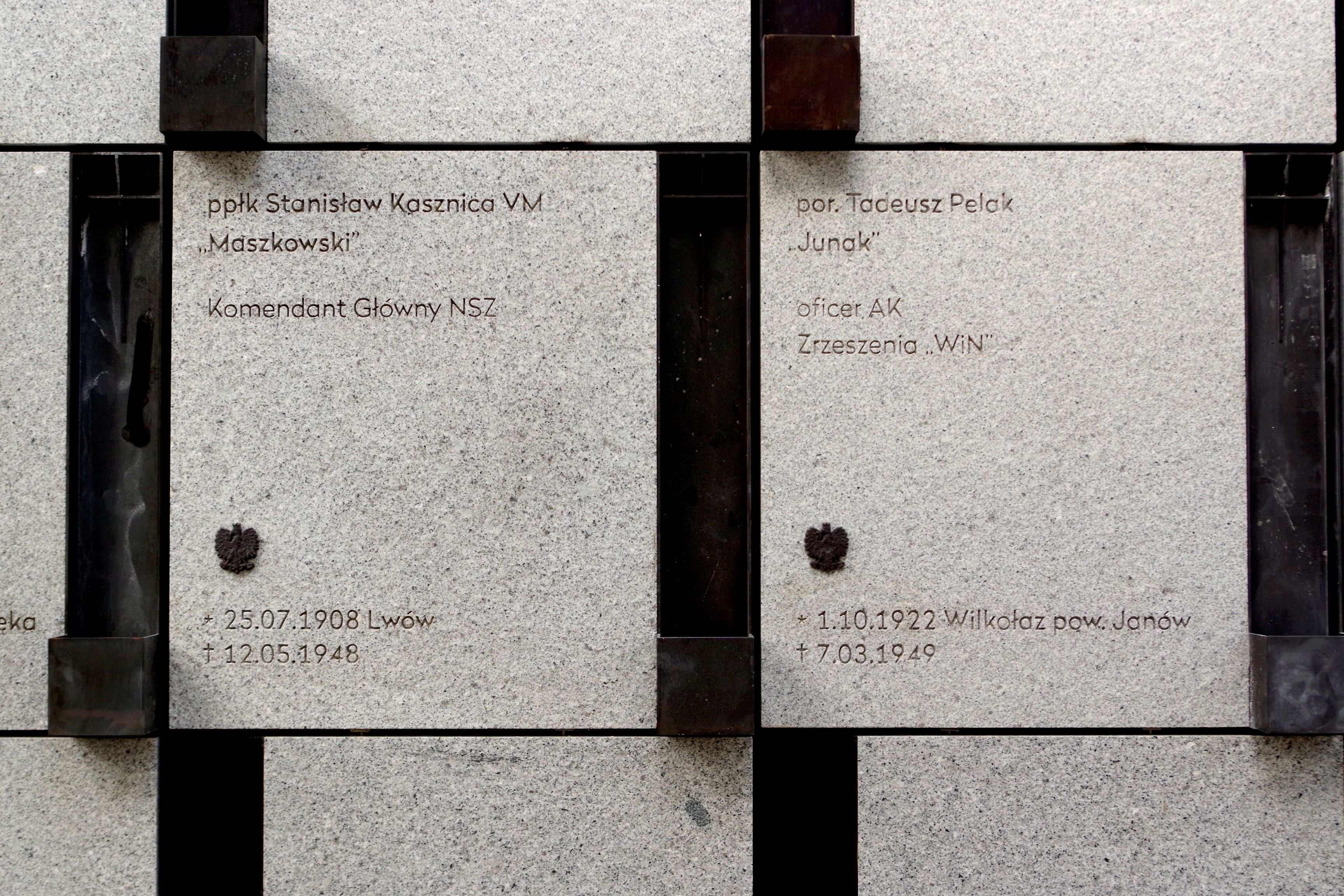
Groby ppłk. Stanisława Kasznicy ps. „Maszkowski” i por. Tadeusza Pelaka ps. „Junak” w Panteonie – Mauzoleum Wyklętych-Niezłomnych na Cmentarzu Wojskowym na Powązkach w Warszawie.

- 1 listopada 1990 r. na Cmentarzu Wojskowym na Powązkach w Warszawie, na terenie Kwatery na Łączce odsłonięto, powstały z inicjatywy Społecznego Komitetu budowy pomnika, monument upamiętniający imiennie 241 ofiar komunistycznych mordów z okresu 1944–1956, wśród nich Stanisława Kasznicę[15].
- Jego szczątki zostały odnalezione w 2012 podczas prac wykopaliskowych na terenie Kwatery na Łączce (wśród 117 osób), przez badaczy Instytutu Pamięci Narodowej działających pod kierunkiem prof. Krzysztofa Szwagrzyka, a następnie zidentyfikowane przez specjalistów z Pomorskiego Uniwersytetu Medycznego w Szczecinie w ramach programu Polskiej Bazy Genetycznej Ofiar Totalitaryzmów. Poinformowano o tym 20 lutego 2013[16].
- 11 maja 2013 odsłonięto pamiątkową tablicę ku czci Stanisława Kasznicy i jego brata Jana Kasznicy na terenie I Liceum Ogólnokształcącego w Poznaniu[17].
- 27 września 2015 r. ppłk Stanisław Kasznica został uroczyście pochowany w Panteonie-Mauzoleum Żołnierzy Wyklętych- Niezłomnych na Łączce na Powązkach Wojskowych w Warszawie[18].
- 9 listopada 2017 r. został patronem ulicy na terenie dzielnicy Bielany w Warszawie w miejsce Józefa Balcerzaka[19]. Jest również patronem ulic w Poznaniu i w Krakowie[20].
- W 2019 r. Narodowy Bank Polski wydał upamiętniającą Stanisława Kasznicę srebrną monetę kolekcjonerską o nominale 10 złotych należącą do serii „Wyklęci przez komunistów żołnierze niezłomni”[21].
- 1 marca 2023 r. w Głogowie odsłonięto pomnik poświęcony Stanisławowi Kasznicy w ramach "Alei Pamięci", obok 15 innych pomników żołnierzy podziemia antykomunistycznego.[22]

## Odznaczenia
- Krzyż Srebrny Orderu Wojennego Virtuti Militari
- Orderu Odrodzenia Polski (pośmiertnie, postanowieniem prezydenta RP Lecha Kaczyńskiego z 20 sierpnia 2009 „Za wybitne zasługi dla niepodległości Rzeczypospolitej Polskiej”)[23]
- Krzyż Walecznych
- Krzyż Narodowego Czynu Zbrojnego (pośmiertnie, 1993)
- Srebrny Krzyż Narodowego Czynu Zbrojnego z Mieczami (1944)[24]